# Марьяновка (Емильчинский район)
Марья́новка (укр. Мар'янівка) — село на Украине, находится в Емильчинском районе Житомирской области.
Код КОАТУУ — 1821785003. Население по переписи 2001 года составляет 74 человека. Почтовый индекс — 11246. Телефонный код — 4149. Занимает площадь 0,351 км².

## Адрес местного совета
11246, Житомирская область, Емильчинский р-н, с. Рыхальское, ул. Ленина, 8